# Élections constituantes de 1946 en Corse
Les élections constituantes françaises de 1946 se tiennent le 2 juin. Ce sont les deuxièmes élections constituantes, après le rejet du projet de Constitution française du 19 avril 1946 lors du référendum du 5 mai.

## Mode de scrutin
L'assemblée constituante est composée de 586 sièges pourvus au scrutin proportionnel plurinominal suivant la règle de la plus forte moyenne dans chaque département, sans panachage ni vote préférentiel.
Dans le département de la Corse, quatre députés sont à élire.

## Élus
| Député sortant | Parti | Parti   | Député élu ou réélu | Parti | Parti   |
| -------------- | ----- | ------- | ------------------- | ----- | ------- |
| Arthur Giovoni |       | PCF     | Arthur Giovoni      |       | PCF     |
| Paul Giacobbi  |       | Rad-soc | Paul Giacobbi       |       | Rad-soc |
| Adolphe Landry |       | Rad-soc | Adolphe Landry      |       | Rad-soc |
| Jacques Gavini |       | PRL     | Jacques Gavini      |       | PRL     |

## Résultats

### Résultats à l'échelle du département
| Parti    | Parti    | Tête de liste     | Résultats | Résultats | Sièges |  |
| Parti    | Parti    | Tête de liste     | Voix      | %         |        |  |
| -------- | -------- | ----------------- | --------- | --------- | ------ |  |
|          | RGR      | Paul Giacobbi     | 33 974    | 34,88     | 2      |  |
|          | PCF      | Arthur Giovoni    | 32 154    | 33,01     | 1      |  |
|          | PRL      | Jacques Gavini    | 19 905    | 20,43     | 1      |  |
|          | SFIO     | Jacques Bianchini | 12 167    | 12,49     | -      |  |
|          |          |                   |           |           |        |  |
| Inscrits | Inscrits | Inscrits          | 158 920   | 100,00    | 4      |  |
| Votants  | Votants  | Votants           | 97 799    | 61,54     |        |  |
| Exprimés | Exprimés | Exprimés          | 97 405    | 99,60     |        |  |